# Worship (álbum de A Place to Bury Strangers)
Worship es el tercer álbum de estudio de la banda de noise rock A Place to Bury Strangers. Es su primer álbum  publicado bajo el sello Dead Oceans. El sencillo "You Are the One " estuvo disponible para su descarga gratuita el 2 de abril del 2012. El listado ha sido confirmado en el sitio del sello.

## Listado de canciones
| N.º   | Título                    | Duración |  |
| 1.    | «Alone»                   | 2:28     |  |
| 2.    | «You Are the One»         | 4:03     |  |
| 3.    | «Mind Control»            | 3:15     |  |
| 4.    | «Worship»                 | 3:54     |  |
| 5.    | «Fear»                    | 4:51     |  |
| 6.    | «Dissolved»               | 5:29     |  |
| 7.    | «Why I Can't Cry Anymore» | 3:41     |  |
| 8.    | «Revenge»                 | 5:07     |  |
| 9.    | «And I'm Up»              | 3:33     |  |
| 10.   | «Slide»                   | 3:48     |  |
| 11.   | «Leaving Tomorrow»        |          |  |
| 44:32 |                           |          |  |

## Posicionamiento
| Chart (2012)                            | Peak position |
| --------------------------------------- | ------------- |
| Estados Unidos (Top Heatseekers Albums) | 11            |